# Microsoft Research

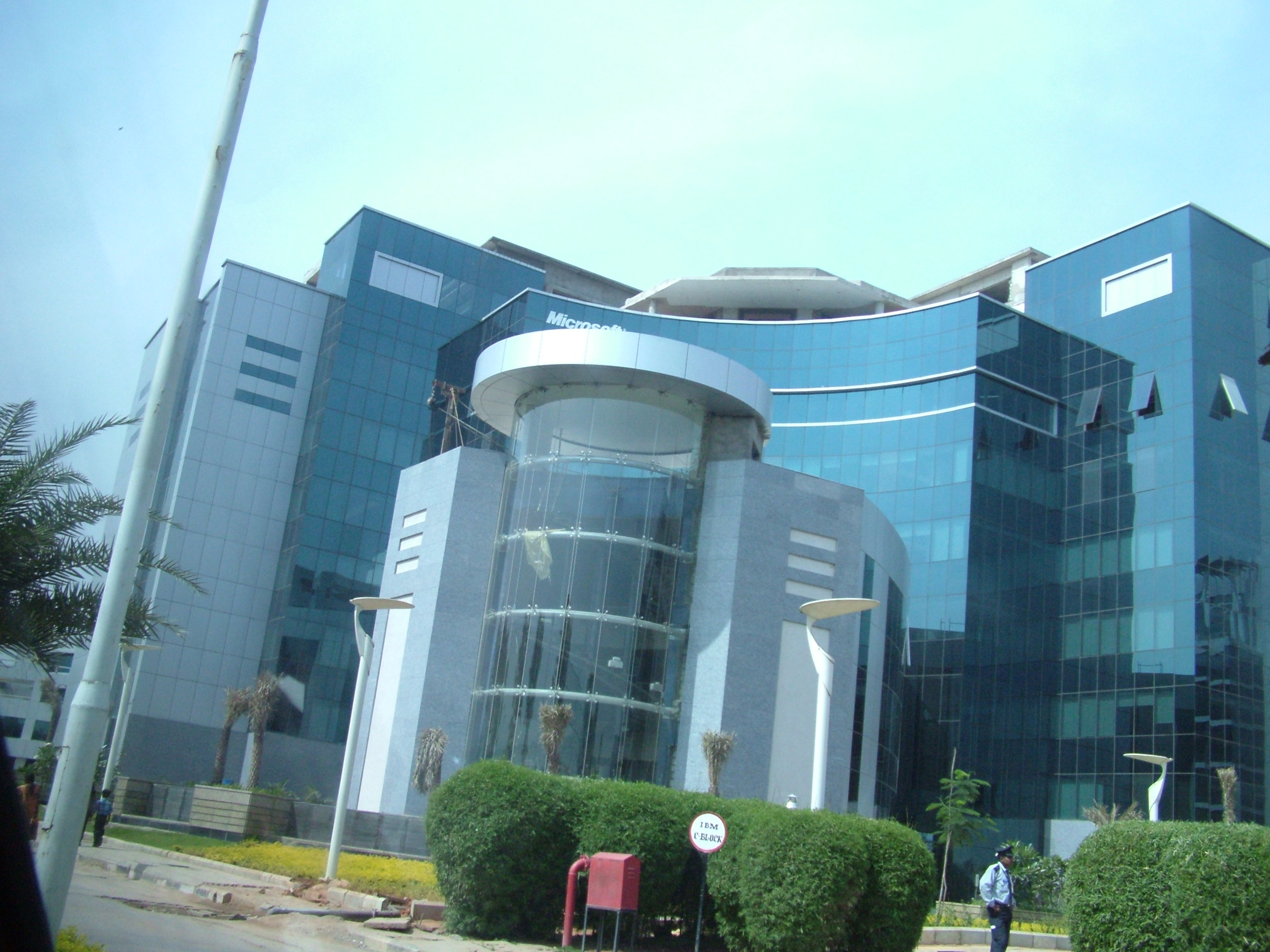
Siedziba w Bengaluru (Indie)

Microsoft Research – oddział firmy Microsoft, założony w 1991 roku. Jego zadaniem jest prowadzenie prac badawczo-rozwojowych w dziedzinie informatyki. Aktualnie (stan na 2014 rok) pracuje w nim ponad 1 100 naukowców i inżynierów.

## Ośrodki badawcze
Microsoft Research posiada aktualnie (stan na 2014 rok) 13 ośrodków znajdujących się w USA (7 ośrodków, w tym eXtreme Computing Group i FUSE), Niemczech, Wielkiej Brytanii, Chinach (siedziba w Pekinie), Indiach (siedziba w Bengaluru), Izraelu i Egipcie (siedziba w Kairze).

## Osiągnięcia
Efekty prac działu Microsoft Research często wykorzystywane są w gotowych produktach firmy Microsoft. Wśród przykładów wymienić można:
- TabletPC – sposoby rozpoznawania pisma w alfabetach azjatyckich
- Microsoft Digital Image Pro – obróbka zdjęć
- Xbox – m.in. metody określania poziomu graczy dla właściwego budowania zespołów do gry sieciowej
- SQL Server – w zakresie Data Mining
- Media Player – m.in. algorytmy kompresji danych
- Virtual Earth – budowa rozwiązania obsługującego 15 TB zdjęć lotniczych USA

Wiele rozwiązań Microsoft Research publikowanych jest nieodpłatnie, jednak zdarza się, że są one wycofywane, a następnie włączane w płatne produkty firmy Microsoft.